# Karel Voženílek
Karel Voženílek (13. prosince 1883 Týnišťko – 23. března 1943, Praha) byl český legionář, důstojník a divizní generál. Byl přednostou I. odboru (všeobecně vojenského v letech 1925–1938) Ministerstva národní obrany. V roce 1939 penzionován. Zemřel přirozenou smrtí.

## Životopis
Studoval na gymnáziu ve Vysokém Mýtě. Navštěvoval v letech 1909 až 1910 odbornou pivovarskou školu v Praze. Základní vojenskou službu absolvoval v letech 1904 až 1907 u pěšího pluku 98 ve Vysokém Mýtě. V hodnosti četaře odešel do zálohy. Odjel do Ruska, kde pracoval jako sládek v pivovaru. Působil v Jelci (Orlovská gubernie), potom v Balašově (Saratovská gubernie). Nakonec v Mizači na Volyni.

### 1914–1920

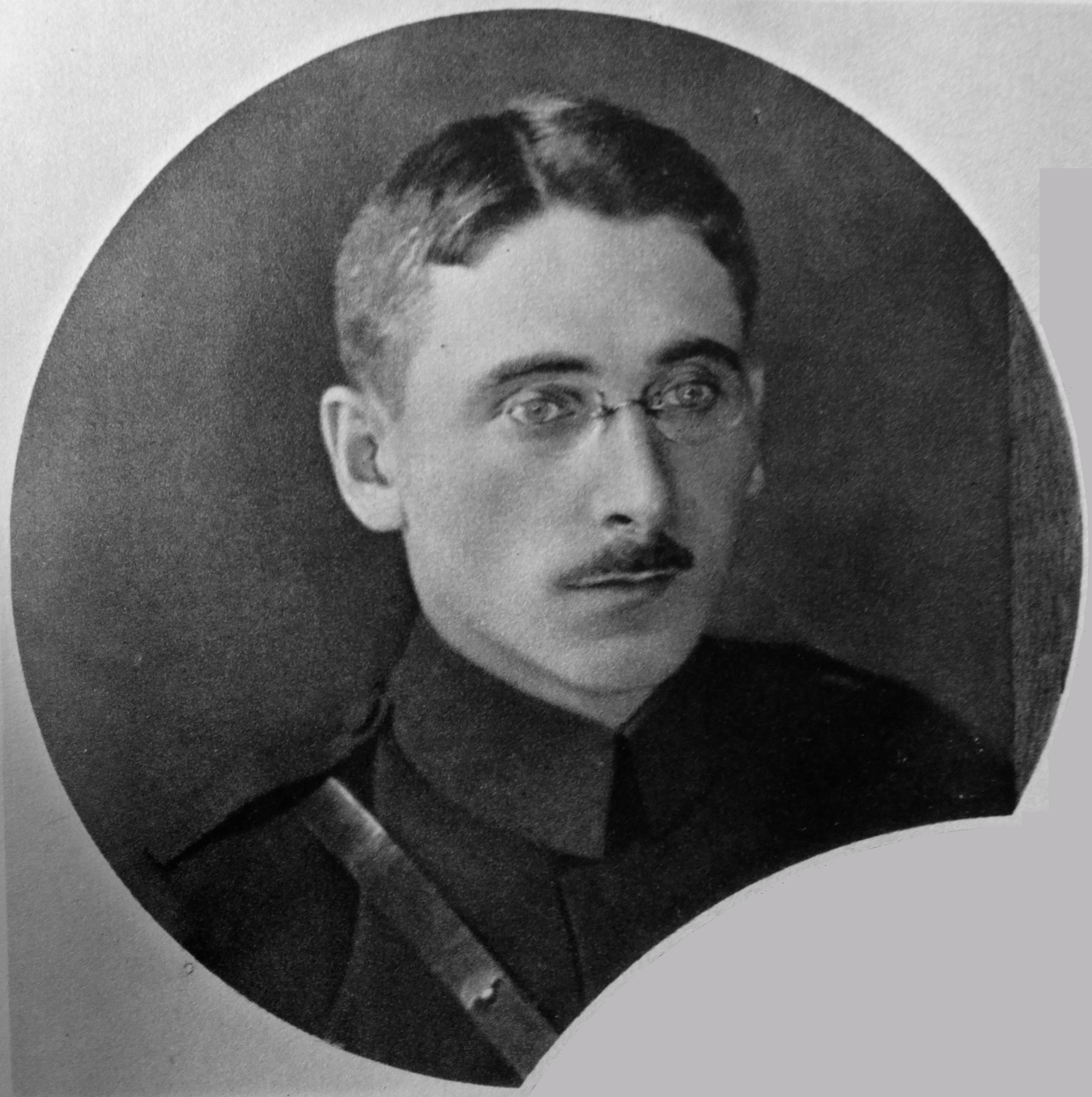
Plukovník Karel Voženílek - velitel I. československé divize v čs. legiích v Rusku (kolem 1918-1920)

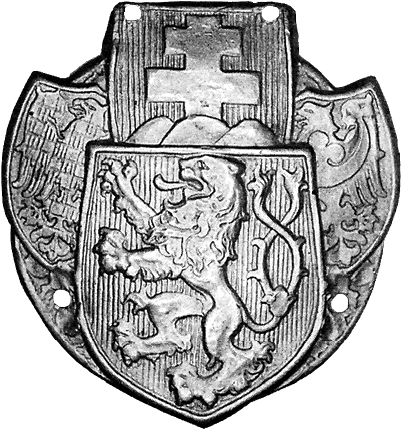
Legionařský odznak na čepici

V srpnu 1914 se v Kyjevě přihlásil do České družiny a byl přidělen k její třetí rotě. Od října 1914 vykonával průzkumnou činnost v oblasti nasazení 3. armády gen. Dimitrijeva na jihozápadním úseku fronty, tj. na Dunajci a Sanu. Byl povyšován postupně až do hodnosti podporučíka, v prosinci 1916. Úspěšné provádění průzkumu vedlo k mimořádnému povýšení na praporčíka. V červnu 1917 byl jmenován velitelem 12. roty 1. čs. střeleckého pluku Mistra Jana Husi, na který se Česká družina rozrostla v únoru 1916. Koncem června onemocněl a až do počátku září se léčil v polní nemocnici v Jezerně.

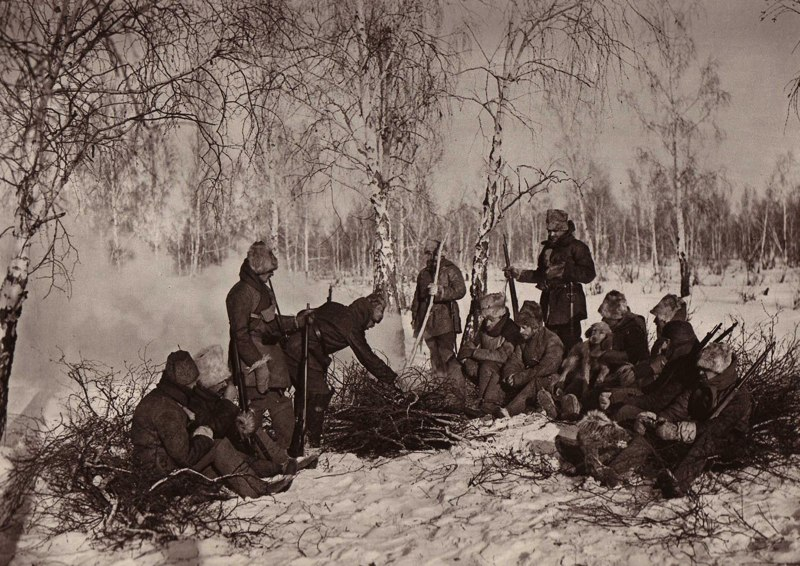
Hlídka československých legionářů na Rusi

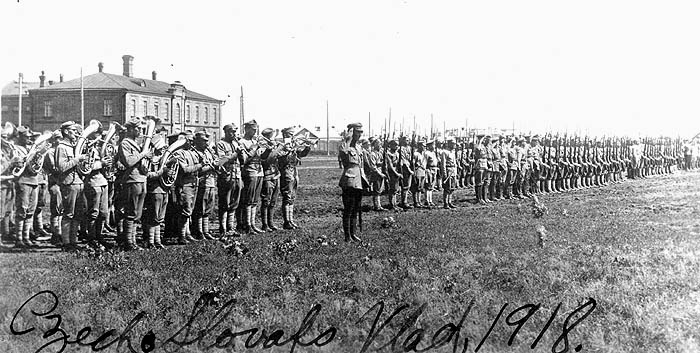
Čs. legionáři v Rusku 1918

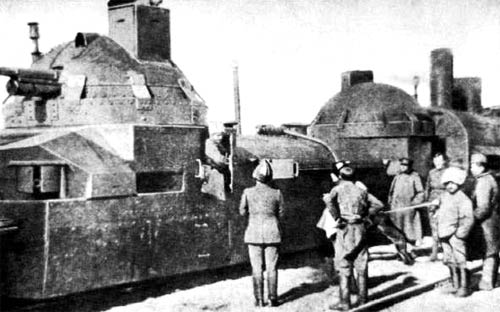
Čechoslováci u obrněného vlaku

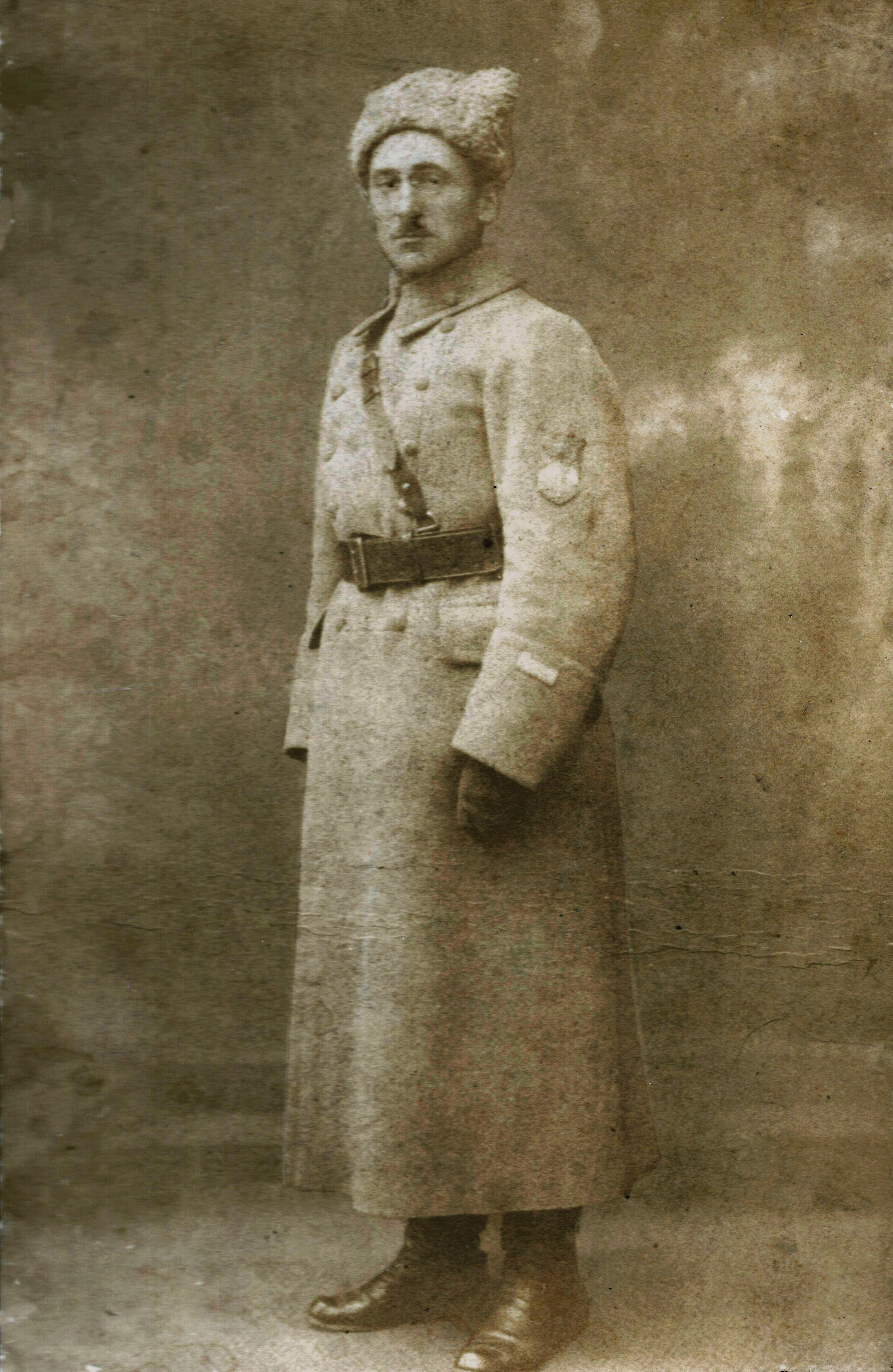
Ruský legionář Karel Voženílek

V listopadu 1917 se stal velitelem III. praporu 1. čs. střeleckého pluku. Od prosince 1917 do března 1918 absolvoval v Polonném školu velitelů praporů organizovanou u štábu 1. čs. střelecké divize Husitské. Po absolvování školy převzal velení II. praporu, se kterým se zúčastnil bojů u Bezenčuku a Buzuluku. Jako velitel Nikolajevské operační skupiny (srpen 1918) byl povýšen do hodnosti podplukovníka. Koncem září 1918 se stal velitelem 2. čs. střeleckého pluku Jiřího z Poděbrad a hned za měsíc se stal velitelem 1. čs. střeleckého pluku Mistra Jana Husi. V říjnu 1918 převzal po sebevraždě plukovníka Švece velení I. čs. střelecké divise Husitské a počátkem prosince byl povýšen do hodnosti plukovníka. Jako divizní velitel se v prosinci 1918 stal posádkovým velitelem v Kurganu. Stejné funkční zařazení vykonával od března do července 1919 v Irkutsku. Počátkem roku 1920 (v lednu) byl jmenován velitelem předvoje Čs. vojska na Rusi. Do Československa odjel s 18. transportem na lodi Sheridan koncem února 1920.
Do Československa se vrátil koncem dubna 1920. V průběhu tří měsíců (koncem července 1920) předal „legionářskou“ agendu, kterou z pověření štábu Čs. vojska na Rusi vedl.
V červenci 1920 byl jmenován do funkce velitele 1. pěší divize, která vznikla sloučením dosavadní I. čs. střelecké divize Husitské a domácí 1. divize a zúčastnila se bojů na Slovensku. V listopadu 1920 byl povýšen do hodnosti generála V. hodnostní třídy. V době od června do července 1921 absolvoval I. informační kurz pro generály a štábní důstojníky v Praze.
V říjnu 1921 se stal I. zástupcem náčelníka Hlavního štábu čs. branné moci. Do hodnosti generála IV. hodnostní třídy byl povýšen v říjnu 1924. Koncem října odjel do Francie, kde absolvoval stáž u zemského vojenského velitelství v Paříži a různých vyšších velitelství a škol. Zpět se vrátil v září 1925. Po návratu byl ustanoven do funkce přednosty I. odboru MNO. (Všeobecně vojenského). V této funkci pracoval až do začátku okupace republiky německou armádou, kdy byla čs. armáda v roce 1939 rozpuštěna.
Divizní generál Voženílek zemřel v Praze 23. března 1943.

## Řády a vyznamenání

### Československá vyznamenání
- Československý válečný kříž 1914–1918
- Československá revoluční medaile
- Československá medaile Vítězství
- Řád M. R. Štefánika „Sokol“ s meči.

### Ruská vyznamenání
- Kříž Sv. Jiří [9], IV. stupeň
- Kříž Sv. Jiří, II. stupeň
- Kříž Sv. Jiří, III. stupeň
- Řád svaté Anny, IV. třída s nápisem „Za chrabrost“

### Francouzská vyznamenání
- Válečný kříž 1914-1918, s palmou
- Řád čestné legie, V. třída - rytíř
- Řád čestné legie, IV. třída - důstojník
- Řád čestné legie, III. třída - komandér

### Anglická vyznamenání
- Válečný kříž
- Řád za vynikající službu 1919

### Rumunská vyznamenání
- Řád rumunské koruny, II. třída s meči

### Italská vyznamenání
- Řád italské koruny, III. třída - komandér

## Galerie obrázků

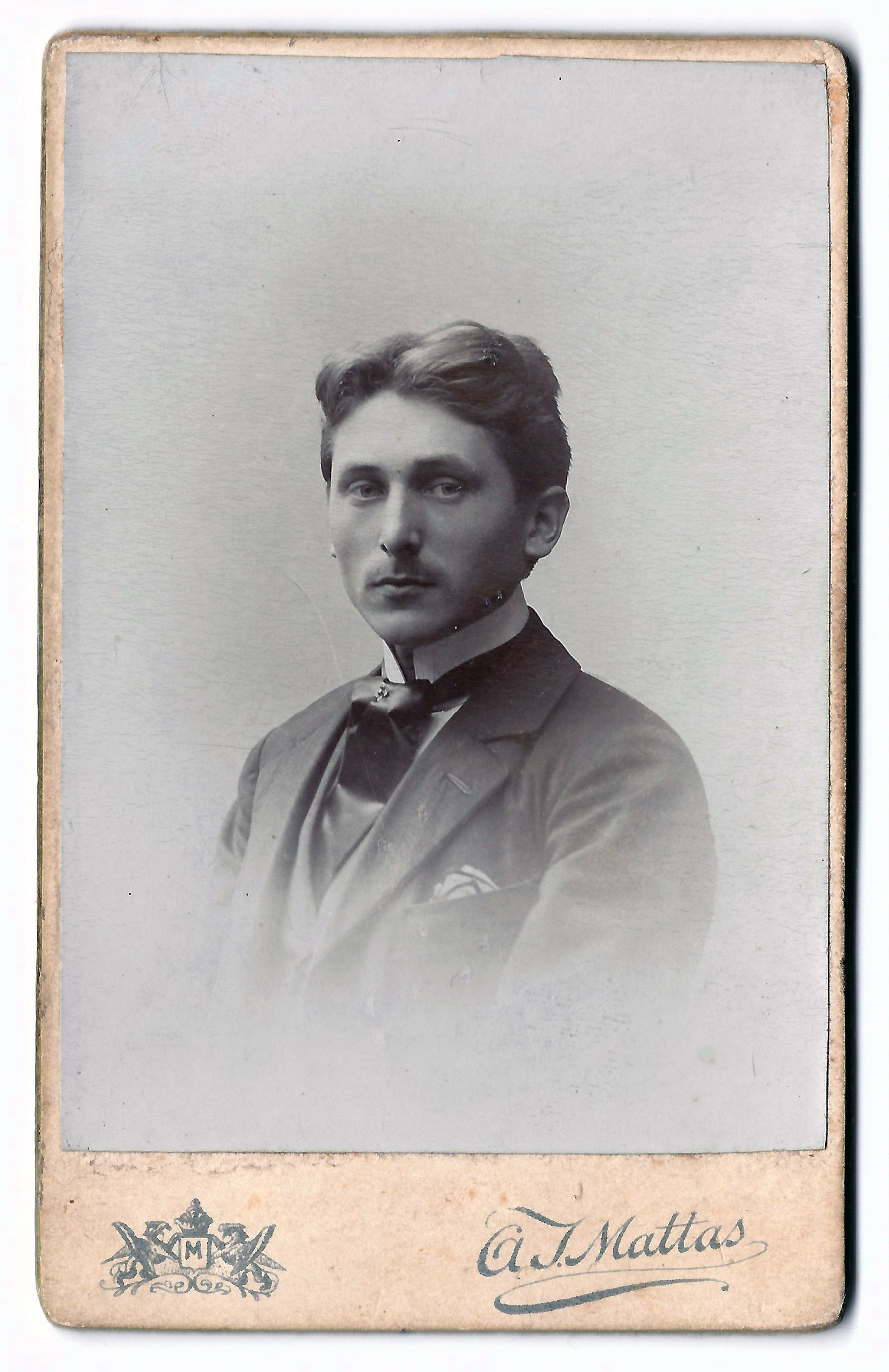
Karel Voženílek po ukončení studia na odborné pivovarské škole
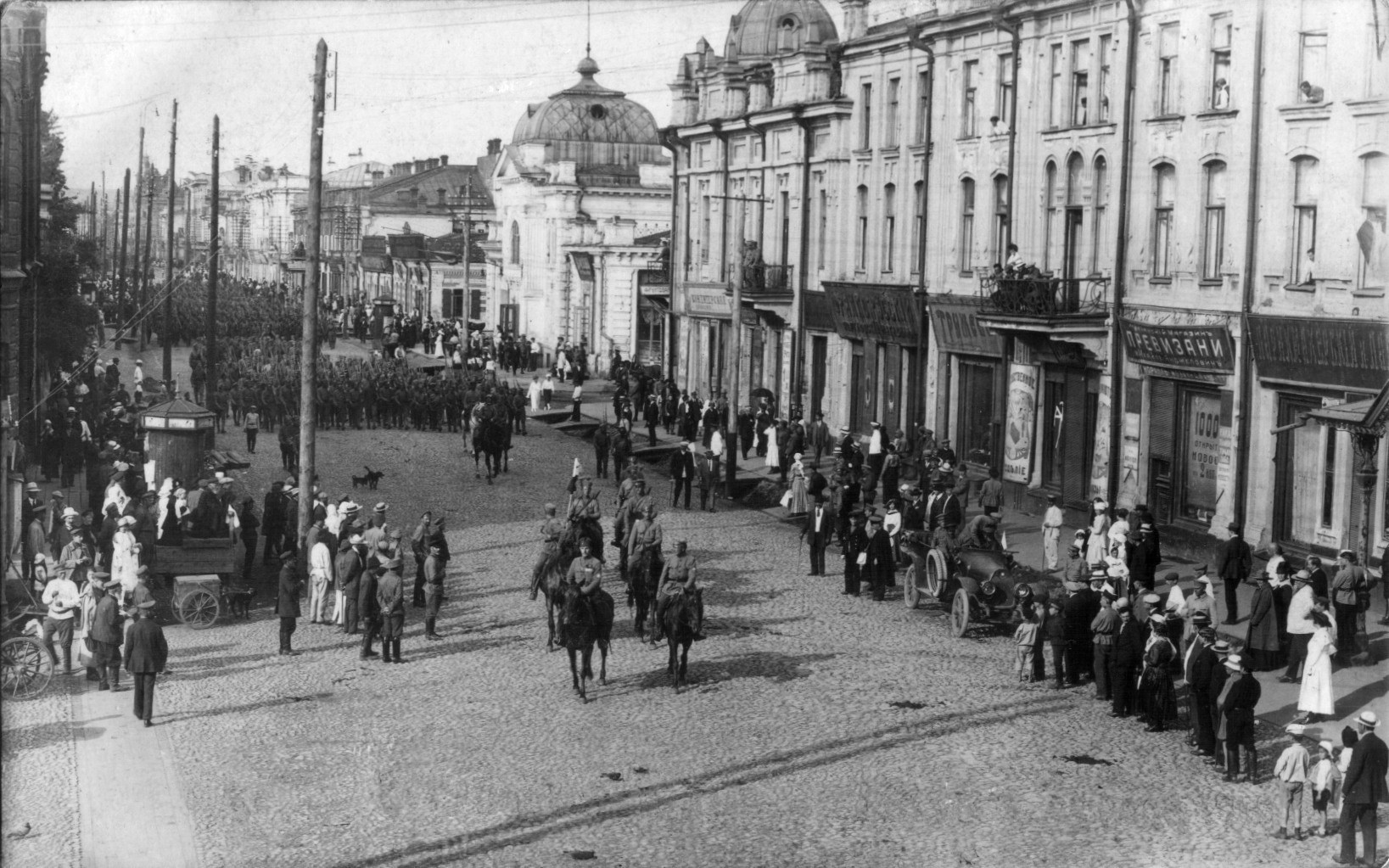
Čechoslováci v Irkutsku
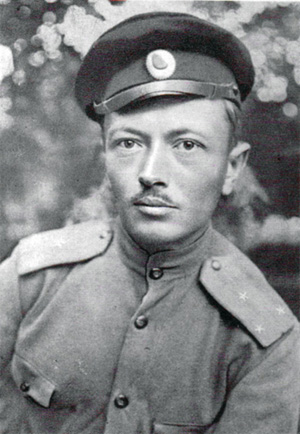
Plukovník Josef Jiří Švec
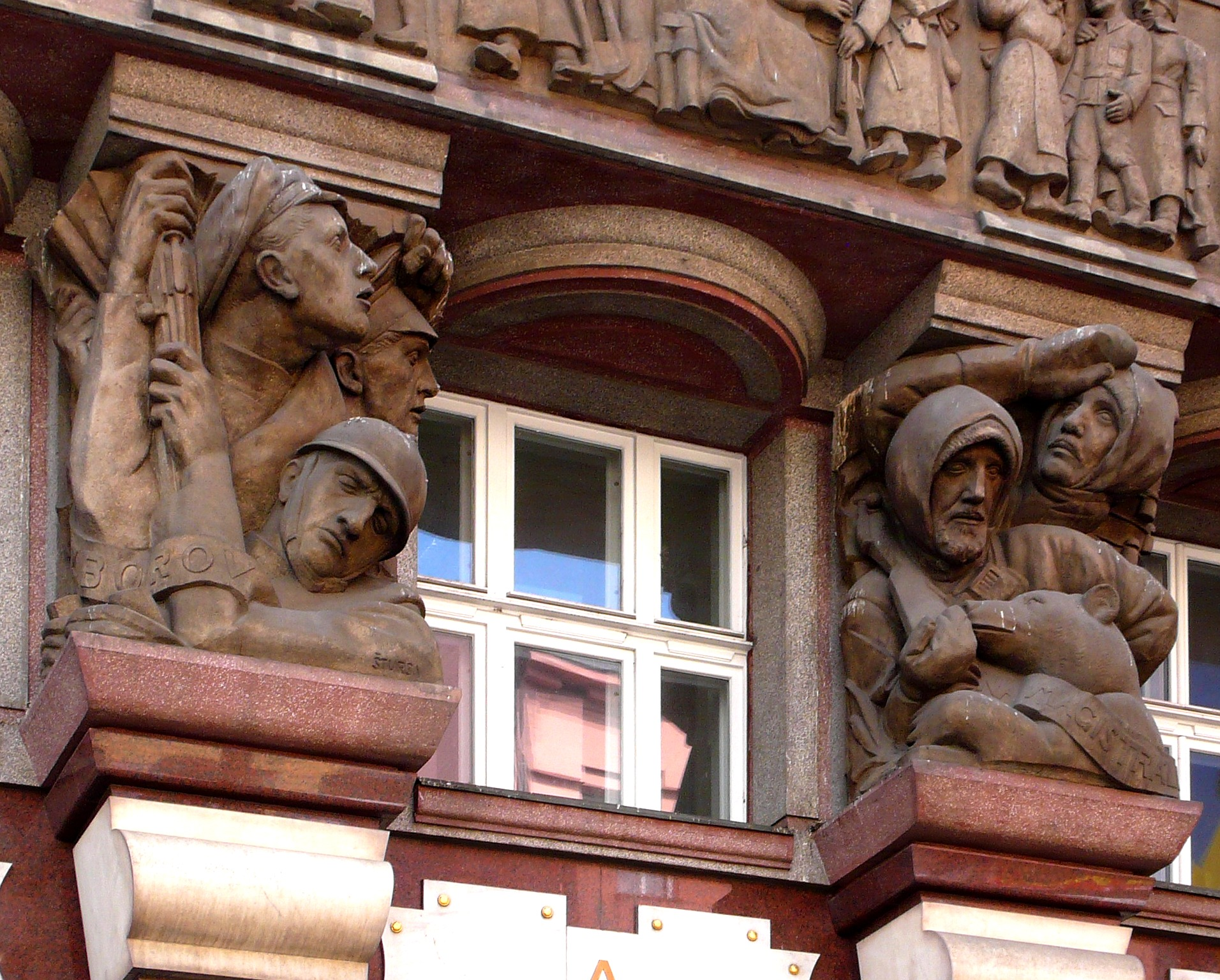
Banka Legií- Praha - Zborov
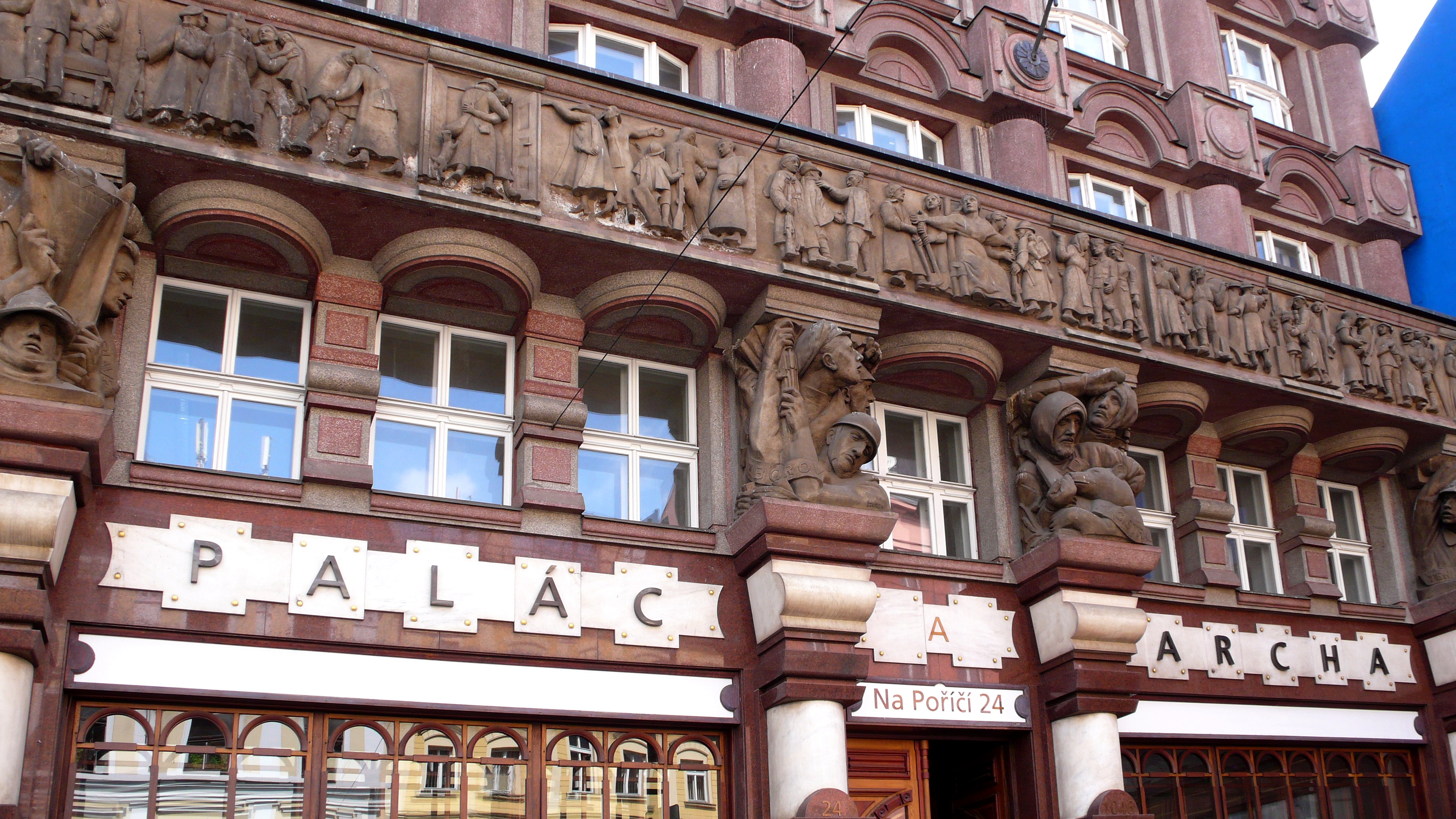
Banka Legií
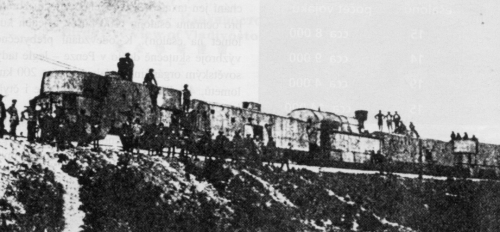
Obrněný vlak na Transsibiřské magistrále
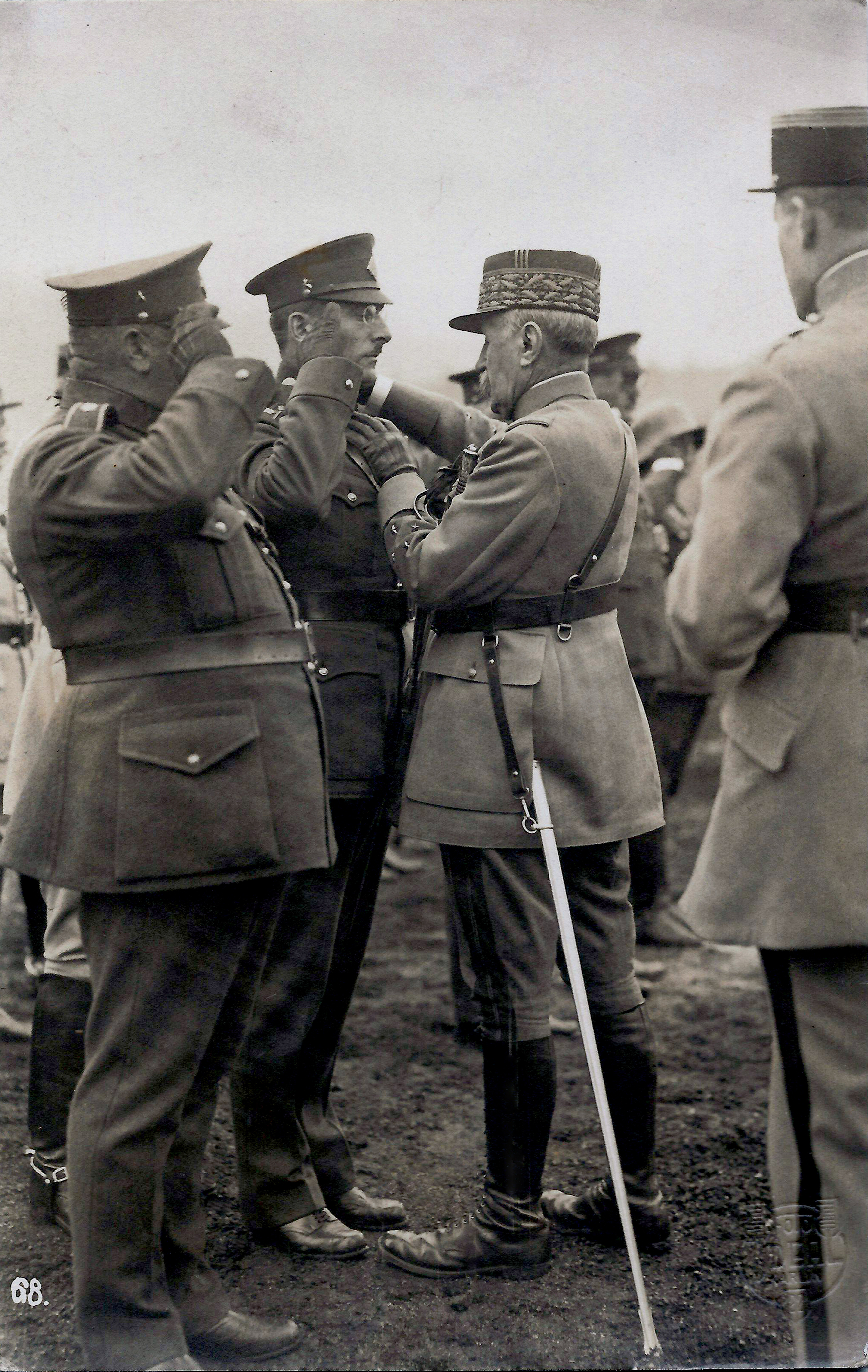
Maršál Ferdinand Foch dekoruje generála Karla Voženílka Řádem důstojníka Čestné legie (květen 1926)
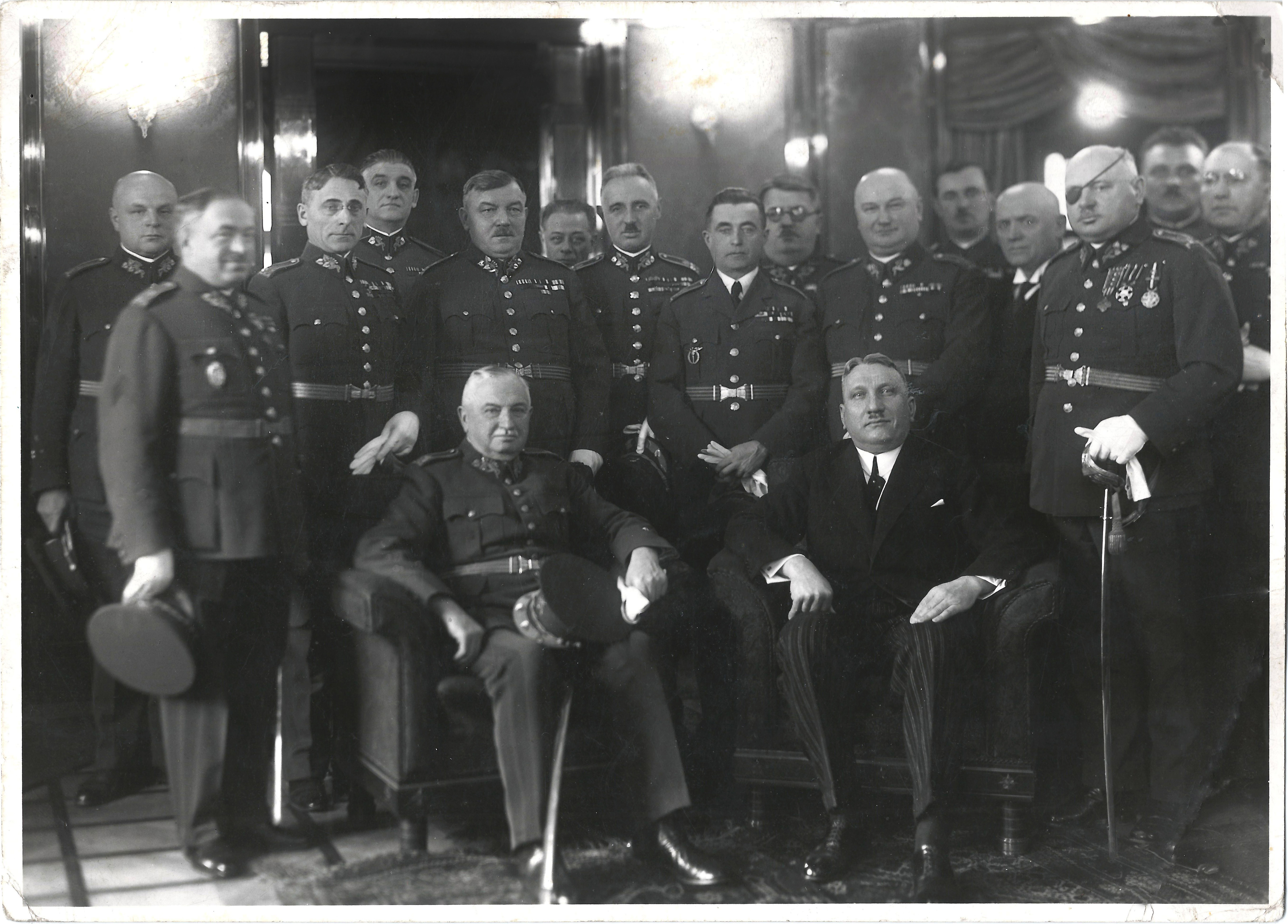
Loučení generality s arm. gen. Al. Podhájským při jeho odchodu do výslužby 2.1.1934
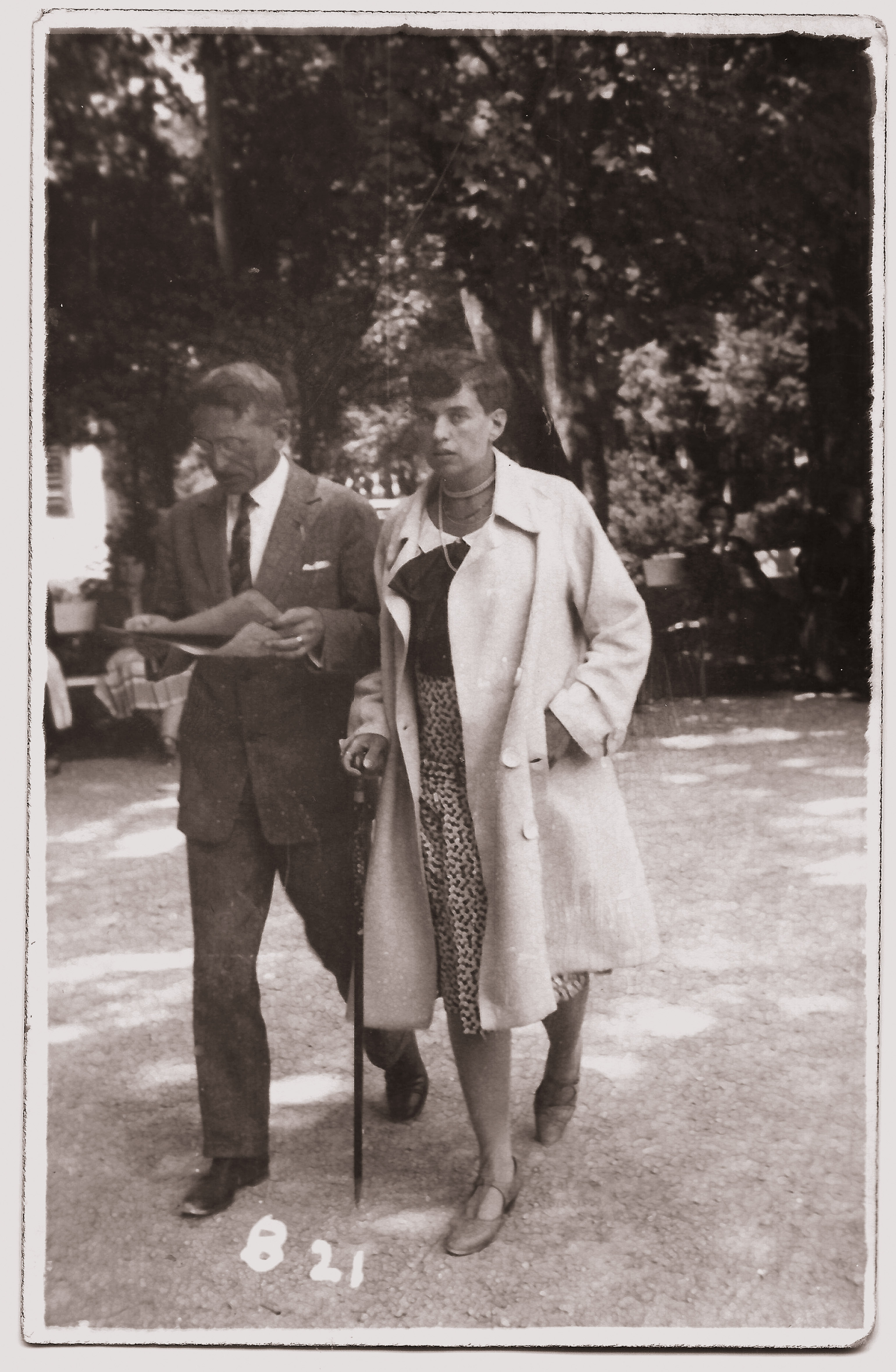
Karel Voženílek s manželkou
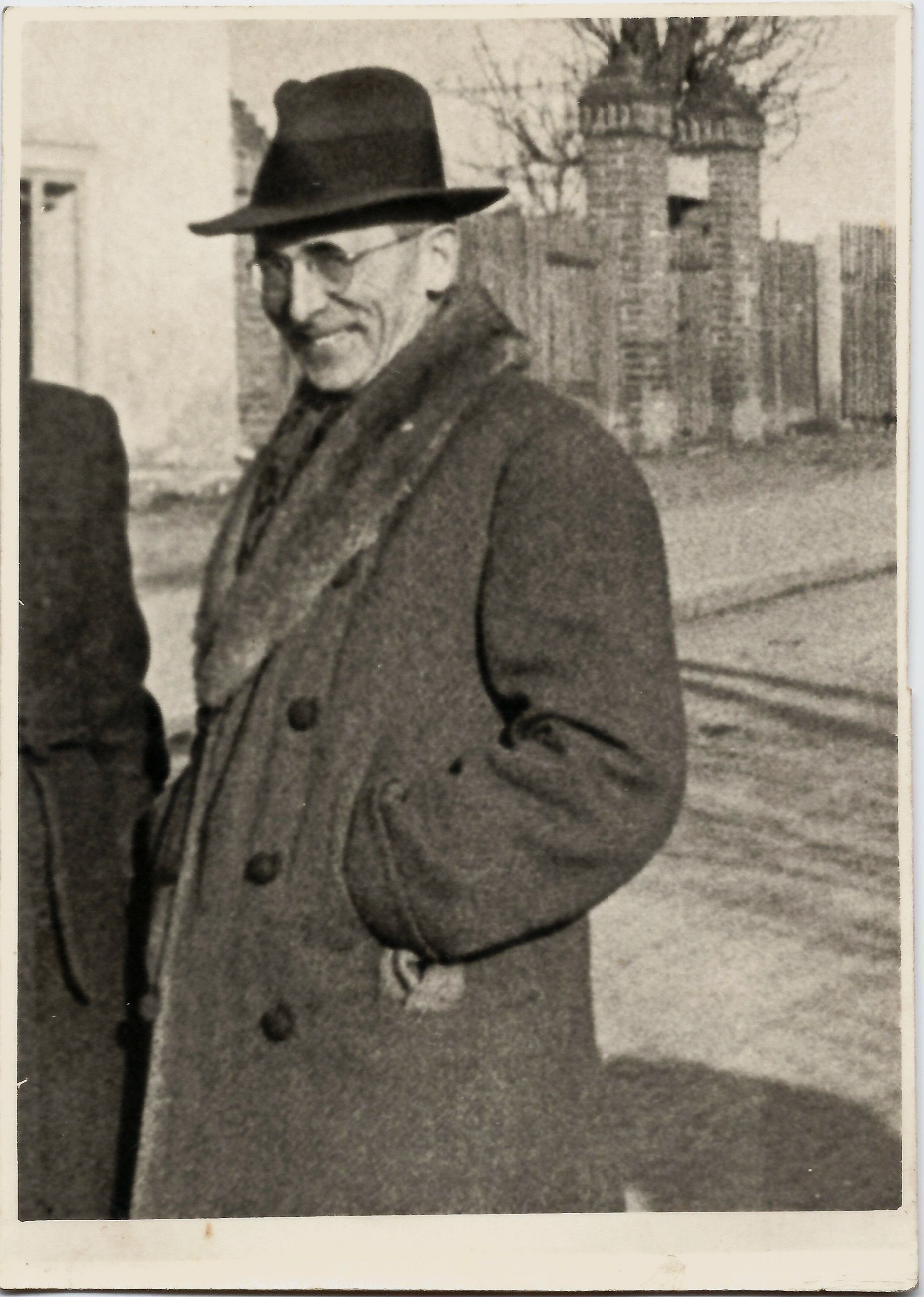
Karel Voženílek po rozpuštění čs. armády